# هرم‌های نخاعی (ساقه مغز)
هرم‌های نخاعی (به انگلیسی: Medullary Pyramids) ساختارهای جفت شده ساقه بصل النخاع اند که الیاف حرکتی راه هرمی و مسیرهای قشری-پیازی را دربر گرفته که همراه با هم به مسیرهای هرمی (یا راه‌های هرمی) معروفند. حد پایینی هرم‌ها، جاییست که الیاف تقاطع پیدا می کنند.

## تصاویر بیشتر

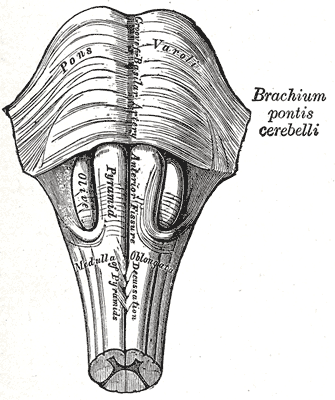
بصل النخاع و پل مغز. سطح قدامی. (هرم در وسط تصویر قابل رؤیت است)
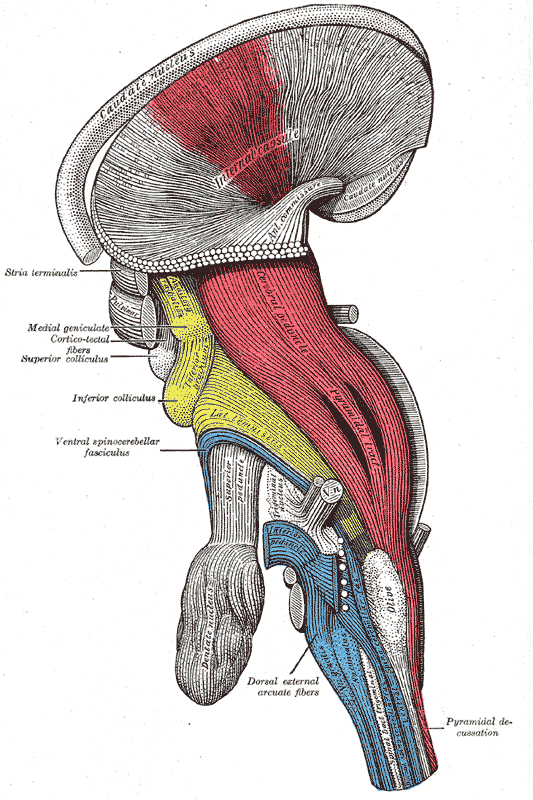
طرحی از ساقه مغز، که در آن راه هرمی به رنگ قرمز و تقاطع هرمی در پایین سمت راست تصویر برچسب گذاری شده اند.
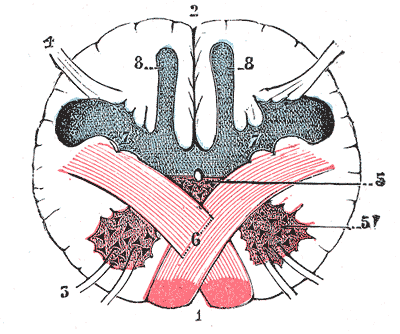
مقطع بصل النخاع در سطح تقاطع هرم‌ها.